# Leïla G. Voight
Leïla G. Voight (París, siglo XX) es fundadora y presidenta de la Fundación Centro Cultural la Cúpula en  en Mérida, Yucatán  (México) y de la Asociación A3-Art (Francia); es curadora de arte independiente, escritora y promotora de arte y cultura.  

## Biografía y trayectoria
Leïla G. Voight nació en París, Francia. Es hija de Robert J. Godet, editor y escritor francés, y Marguerite Batigne. En los años ochenta se instaló en México, y en 2005 se naturalizó como mexicana. 
En 1975, abrió una galería de arte contemporáneo en París, Francia, exhibiendo el trabajo de artistas contemporáneos, de continentes como América, Asia y Europa.

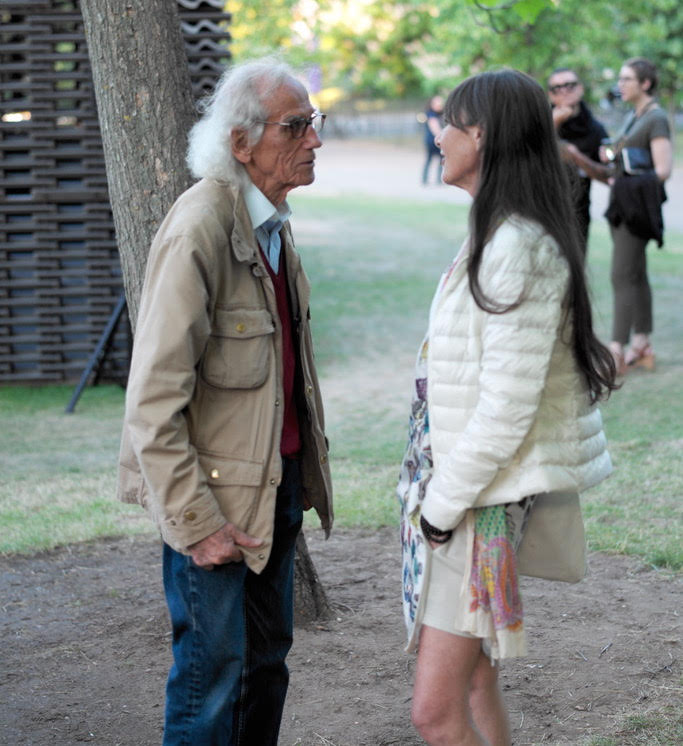
Christo y Leïla G. Voight en Londres, 2018

En el año 1978, en Nueva York, EE. UU., se reconectó con los artistas contemporáneos Christo y Jeanne-Claude, y trabajó con ellos en los proyectos,   Surrounded Islands: Biscayne Bay, Greater Miami, Florida, 1980-83; The Pont-Neuf Wrapped, París, 1975-85; The Umbrellas, Japón-USA, 1984-91; L’Arc de Triomphe, Wrapped, París, 1961-2021, realizado de manera póstuma.
En los años 90, en París, al lado del pintor francés Yankel, dirigió la fundación en memoria del pintor ruso Michel Kikoïne hasta su entrega al Museo de la Historia y del Judaísmo Francés, curando exposiciones, publicando libros y documentales.
En Francia, fundó en 2003 la Asociación A3-art, cuyo objetivo es organizar actividades artísticas, en particular de artes plásticas.
De 2003 a 2008, organizó “Les artistes cassent la baraque”, eventos nocturnos de arte contemporáneo por las calles de París, invitando cada año a cien artistas a exponer y vender sus obras en barracas de nueve metros cuadrados durante 24 horas en la Plaza Saint-Sulpice, en París.
En 2005, organizó la donación de una obra de la artista ORLAN al Museo Kunstpalast de Dusseldorf.
En 2006, con Bernard Blistène (antiguo director del Centro Georges Pompidou en París, 2014 - 2021) organizó un maratón artístico por las galerías parisinas conmemorando al artista Nuevo Realista Raymond Hains, de Montmartre hasta Saint-Germain-des-Près.
En 2010, fundó un festival gratuito de arte contemporáneo en la Provenza: El festival A-Part. Este festival se lleva a cabo en varios municipios de la zona de los Alpilles, el objetivo de este festival es reunir artistas y público, sacando el arte contemporáneo de los museos y galerías.
Algunos artistas que han expuesto en el festival A-Part son: Grimanesa Amoros, Claire Becker, Ben Vautier, Bloum Cardenas, Philippe Cazal, Lucien Clergue, Michael De Feo, Gérard Fromanger, Alain Gachet, Eduardo Kac, Jessica Lange, Claude Lévêque, Georges Rousse, Chiharu Shiota, Daniel Spoerri, Lee Ufan, Igor Ustinov, Claude Viallat, entre otros.
En el 2012, curó la exposición del artista Ma TseLin en la academia de Arts & Design de la universidad de TsingHua en Beijing, China. Ese mismo año, regresando por México, en mancuerna con el curador Alfredo Cruz Ramírez, invitó a ocho artistas mexicanos a participar en el festival A-Part.
En 2012 fue jurado para la feria de arte Cutlog Paris junto con Jean-Pierre Bertrand, Laurie Hurwitz, Patricia Cartier-Millon, y Alice Mogaine. En 2013  fue invitada por el Gobierno del Estado de Yucatán a ser jurado calificador de la VI Bienal Nacional de Artes Visuales de Yucatán, junto con Silvia Barbescu, Miho Hagino, Miguel Sobrino y Reynaldo Bolio. 
En 2015 fue curadora invitada del Festival Internacional de las Luces en Ciudad de México (FILUX), con la exposición Toreros de Luz del artista francés Jean-Pierre Formica, se exhibieron 60 obras en el patio central del Centro Cultural del México Contemporáneo.
En 2015, en Mérida, Yucatán, fundó el Centro Cultural la Cúpula, un espacio que exhibe arte contemporáneo y realiza eventos culturales como: conferencias, conciertos, danza, teatro, performance, además de tener residencias de artistas, entre los cuales han estado Marion Kalter, Eva Moseneder, Aurèle, entre otros.  Algunos artistas que se han presentado en La Cúpula son: Kimiko Yoshida, Roger Ballen, Emilio Said, Javier Álvarez, James Brown, Gabriel Ramírez, Tomoko Mukaiyama, Naoya Hatakeyama, Ariane Lopez-Huici, Alain Kirili, Anna Sofaer, José Lezcano, Wolfgang Volz, Tatiana Zugazagoitia, Yvonne Domenge, Perla Krauze, Gerda Gruber, Yolanda Gutiérrez, Maribel Portela, Miriam Medrez, entre otros.
En 2017 recibió la medalla plata dorada de la asociación Arts- Sciences-Lettres por aportaciones al desarrollo cultural.

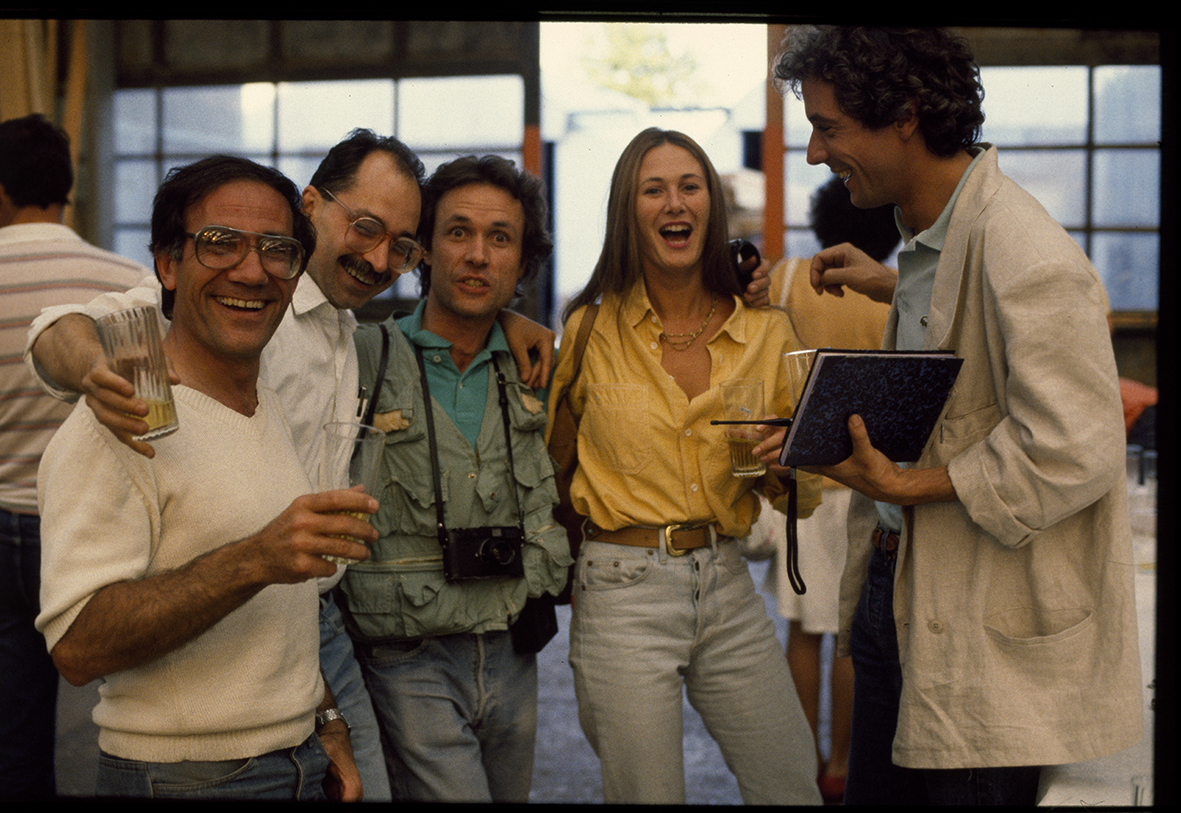
Vahé Aprahamian, Harrison Rivera-Terreaux, Wolfgang Volz, Leïla G. Voight y Simon Chaput, 1984

En 2022 gestionó y realizó las primeras exposiciones de Christo y Jeanne-Claude en México: Christo y Jeanne-Claude por Wolfgang Volz: 50 años de arte juntos, exposición fotográfica en la avenida Paseo de Montejo en Mérida, que constó de 28 fotografías; seguida de Inside the vision of Christo and Jeanne-Claude, exposición en la Fundación la Cúpula de litografías offset firmadas por los artistas.

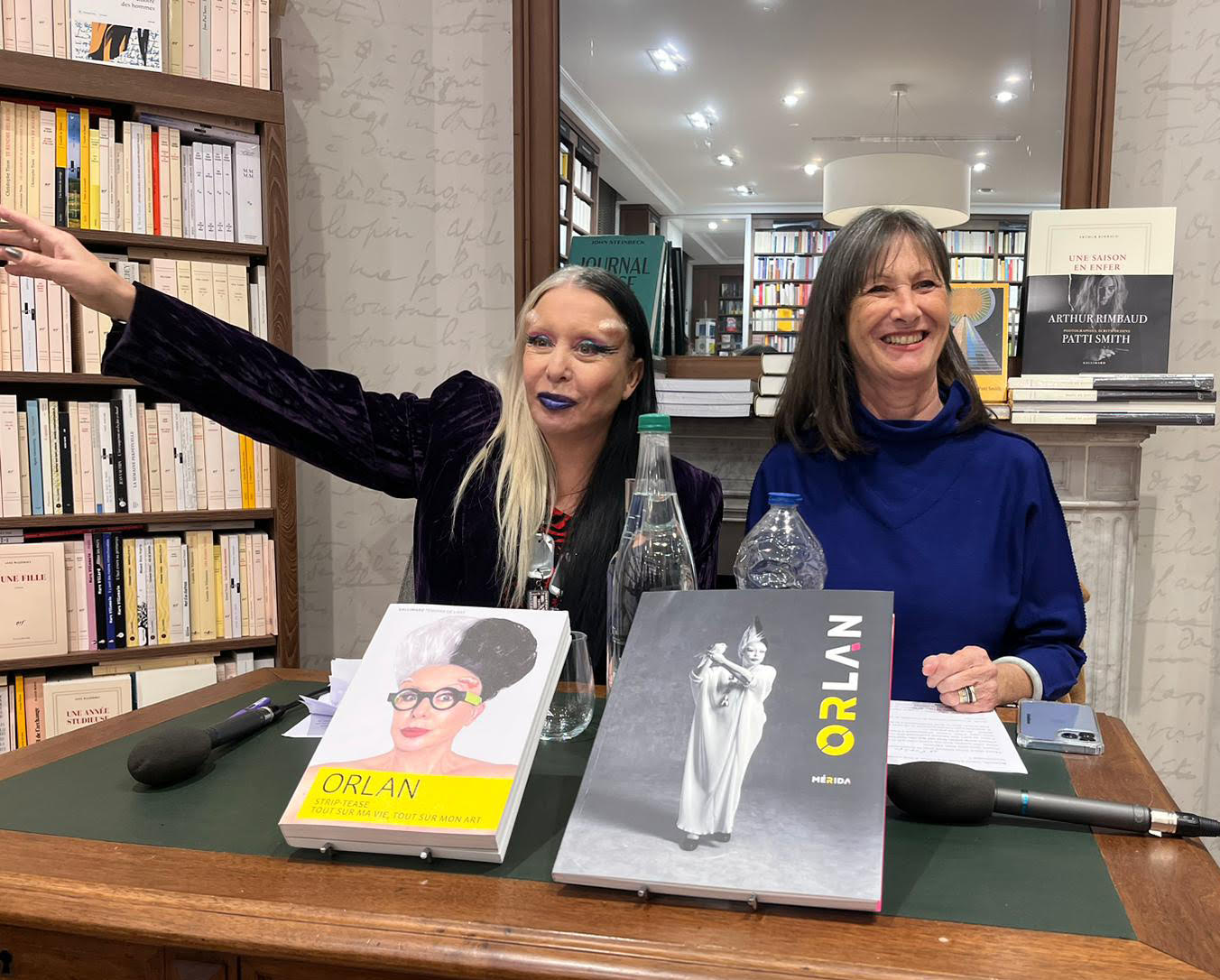
ORLAN y Leïla G. Voight en la librería Gallimard Boulevard Raspail (París) el 16 de octubre de 2023.

Ese mismo año, gestionó la exposición HIBRIDACIONES de la artista francesa ORLAN en el Gran Museo del Mundo Maya de Mérida. Se trató de la primera exposición de arte contemporáneo en la sala temporal de dicho museo, y la primera exposición individual de ORLAN en un museo mexicano. Dos artistas mexicanos, Lorena Ancona y Demián Flores, participaron en esta exposición. 

## Publicaciones
- Sri Lanka, Voyageurs du monde, Francia, 1995
- Anton Prinner, Editions du Panama, Francia, 2006
- Festival AP' ART Edition 2010, A3-art, Francia, 2010
- Festival a-part, Éditions 2010-2014, A3-art, Francia, 2014
- HOPE, La Manufacture de l'image, Francia, 2017
- Beyond Memory, Fundación la Cúpula y A3-art, Francia, 2017
- HOPE, Fundación la Cúpula y A3-art, Francia, 2018[30]
- Predicciones y Sortilegios, Fundación la Cúpula, Francia, 2019
- Festival a-part, Éditions 2015-2019, A3-art, Francia, 2019
- Hibridaciones, Temblores, México, 2023
- ORLAN y Demián Flores en Mérida, Fundación la Cúpula y A3-art, Francia, 2023